# Symphodon anomalus
Symphodon anomalus är en skalbaggsart som beskrevs av Edgar von Harold 1874. Symphodon anomalus ingår i släktet Symphodon och familjen Aphodiidae. Inga underarter finns listade i Catalogue of Life.